# 아산테 코토코 SC
쿠마시 아산테 코토코 SC(Kumasi Asante Kotoko Sporting Club) 또는 아산테 코토코 SC(Asante Kotoko Sporting Club)는 가나 쿠마시의 축구 클럽 팀으로, 줄여서 아산테 코토코(Asante Kotoko)라고 부르기도 한다. 아산테 코토코는 가나에서 성공한 축구 클럽으로 뽑히고 있으며 가나에서 규모가 가장 큰 축구 클럽 가운데 하나이기도 하다.
아산테 코토코는 2009년 국제 축구 역사 통계 연맹이 선정한 20세기의 아프리카 축구 클럽 1위에 선정되었다.

## 주요 대회 성적

### 가나 국내 대회
- 가나 프리미어리그: 우승 20회 (1959, 1963-64, 1964-65, 1967, 1968, 1969, 1972, 1975, 1980, 1981, 1982, 1983, 1986, 1987, 1988-89, 1990-91, 1991-92, 1992-93, 2003, 2007-08, 2011/2012, 2012/2013, 2013/2014)
- 가나 FA컵: 우승 8회 (1958, 1960, 1976, 1978, 1984, 1989-90, 1997-98, 2001)
- 가나 SWAG컵: 우승 12회 (1981, 1988, 1989, 1990, 1991, 1992, 1993, 1998, 2001, 2003, 2005, 2008)
- 가나 텔레콤컵: 우승 3회 (1999-00, 2001, 2005)
- 가나 4강컵: 우승 2회 (2003, 2007)
- 가나 공화국 기념일컵: 우승 3회 (2004, 2005, 2008)

### 국제 대회
- CAF 챔피언스리그: 우승 2회 (1970, 1983), 준우승 5회 (1967, 1971, 1973, 1982, 1993)
- CAF 컨페더레이션컵: 준우승 1회 (2004)
- 아프리칸 컵위너스컵: 준우승 1회 (2002)

## 선수 명단

### 현역
참고: FIFA 자격 규정에 따라 소속된 국가대표팀 국기를 표시합니다. 선수는 복수의 FIFA 비회원국 국적을 가지고 있을 수 있습니다.
| 번호 | 포지션 | 국적 | 이름            |
| ---- | ------ | ---- | --------------- |
| 16   | GK     | 가나 | 이브라힘 단라드 |
| 19   | MF     | 가나 | 리치먼드 램프티 |

| 번호 | 포지션 | 국적 | 이름 |
| ---- | ------ | ---- | ---- |

## 역대 감독
| 감독          | 임기        |
| ------------- | ----------- |
| 이언 포터필드 | 2001 ~ 2002 |